# Идзанами
Идзанами (яп. イザナミ) — богиня творения и смерти в синтоизме, рождённая вслед за первым поколением небесных богов, супруга бога Идзанаги.
Идзанаги и Идзанами (яп. — «первый мужчина» и «первая женщина») — мужское и женское божества, имеющие антропоморфный облик и обладающие способностью рождать других богов. Идзанаги и Идзанами родители триады высших божеств: богини Солнца Аматэрасу, бога Луны и Ночи Цукиёми, бога ураганов и водных стихий Сусаноо, духов моря, ветра, гор и деревьев. Идзанаги и Идзанами считаются создателями Японских островов, которые возникли из капель безбрежного океана, капающих с их копья.
До ухода в царство мёртвых богиня носила титул Идзанами-но микото (букв. «высокое божество»), после этого события и расторжения брака с Идзанаги — Идзанами-но ками («богиня», «дух»).
В живописи позднего средневековья изображались в виде прекрасной супружеской пары в развевающихся одеждах.

## Супруги Идзанаги и Идзанами
Идзанами со своим супругом Идзанаги стояли на небесном парящем мосту и смотрели вниз, спрашивая друг друга, есть ли земли под ними. Чтобы выяснить это, боги опустили сделанное из драгоценного камня копьё и обнаружили океан. Когда они приподняли копьё, вода, которая стекала с него, затвердела и превратилась в остров Оногородзима (сам собой застывший остров).
Тогда они спустились на этот остров и установили на нём столб. Идзанами пошла вокруг этого столба в одну сторону, Идзанаги — в другую. Когда они встретились, Идзанами сказала: «Как чудесно. Я встретила прелестного юношу». Однако эта фраза разозлила Идзанаги, который сказал, что так как он мужчина, то по праву именно он должен говорить первым, и предложил обойти столб ещё раз. Когда они снова встретились, он первым сказал: «Как чудесно. Я встретил прелестную девушку», после чего они поженились.
Когда Идзанами создавала острова, моря, реки, деревья, травы, она вместе с Идзанаги думала, что нужно создать кого-то, кто мог бы стать правителем вселенной. Тогда родилась богиня Солнца Аматэрасу. Вторым ребёнком Идзанаги и Идзанами был бог луны Цукиёми, третьим — Сусаноо (порывистый бог-муж). По другой версии Аматэрасу, Сусаноо и Цукиёми были рождены из головы Идзанаги после ухода богини Идзанами в страну Ёми.
После рождения бога-духа огня Кагуцути, Идзанами ослабла и сильно заболела. Узнавший об этом Идзанаги упал на колени и плакал, но его печаль не могла ей помочь, и она удалилась в страну Ёми, где царит вечный мрак.
Однако Идзанаги не мог без неё жить и вскоре отправился вслед за Идзанами. Когда он её обнаружил, она сказала, что Идзанаги пришёл слишком поздно, и попросила его не смотреть на неё. Однако он не выполнил эту просьбу и зажёг огонь. Тогда вместо жены он увидел истекающую гноем тварь, рядом с которой сидели восемь воплощений бога грома, а на него злобно уставились воплощения огня, земли и гор.
Идзанами сильно рассердилась на Идзанаги и послала за ним вдогонку восемь уродливых женщин страны Ёми. Идзанаги, обнажив свой меч Амэ но Охабари, бежал от них. В один момент он бросил на бегу головную повязку, и когда она превратилась в гроздь винограда, уродливые женщины остановились и стали его поедать. Тогда Идзанами сама бросилась в погоню за Идзанаги. Однако к тому времени Идзанаги уже достиг границы между страной Ёми и остальным миром и загородил проход между ними большой скалой. В тот момент он почувствовал присутствие Идзанами по другую сторону скалы и предложил ей расторгнуть их союз. Идзанами ответила, что в таком случае она задушит всех людей за один день, но Идзанаги ответил ей, что готов возводить в день тысячу пятьсот домиков для рожениц.